# Vatnajökull

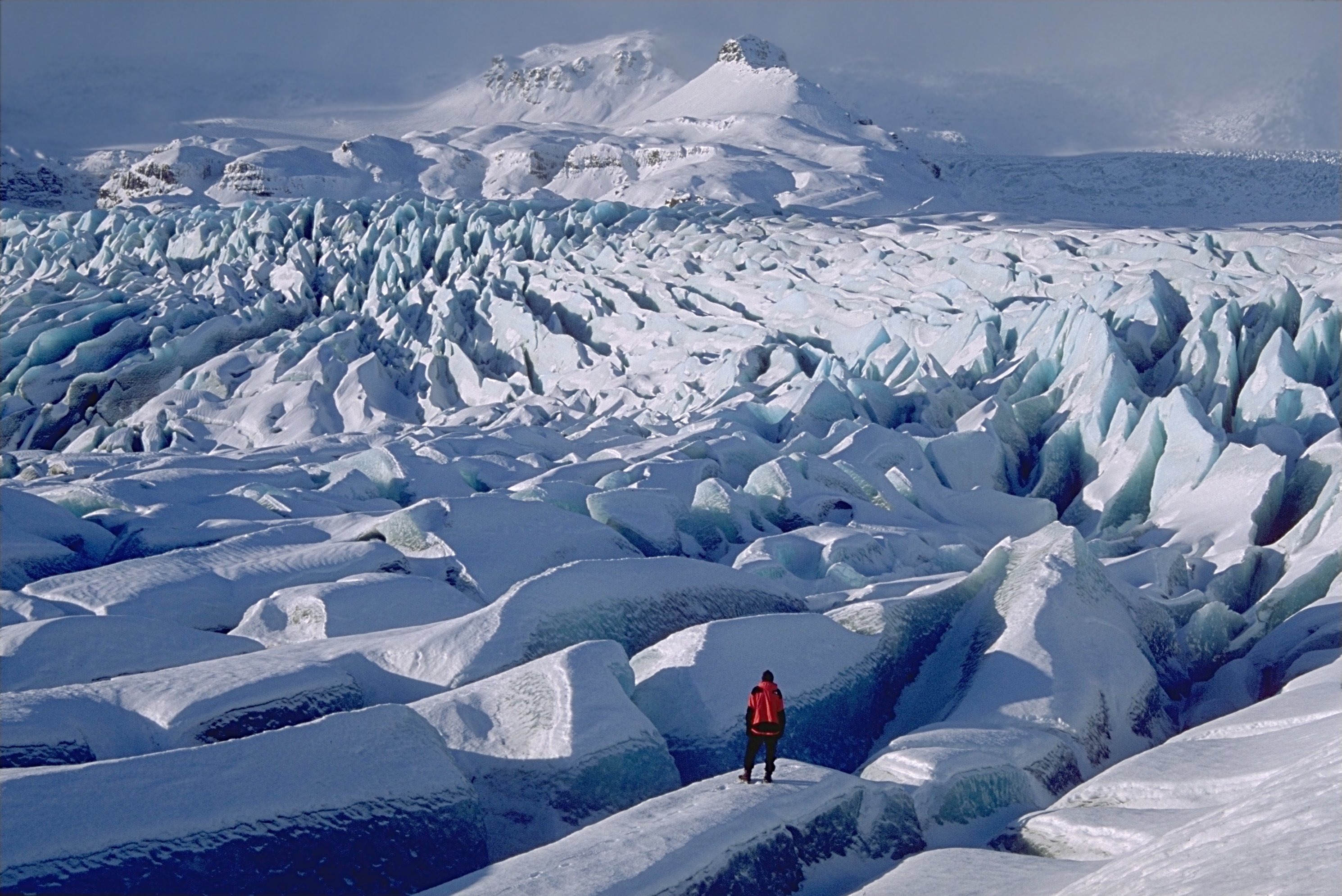
Vatnajökull vlak bij Jökulsarlon

De Vatnajökull (uitspraak vat'najö'küdll) is IJslands grootste gletsjer en qua oppervlakte in Europa enkel overtroffen door de Austfonna op Nordaustlandet (een van de eilanden van Spitsbergen).
De gletsjer bevindt zich in het zuidoosten van het land. Vatnajökull heeft een oppervlakte van ongeveer 7700 km² en bedekt hierdoor 8% van het areaal van IJsland met een ijskap die tot 1000 meter dik is. In 2004 is ruim de helft van de gletsjer onderdeel van het nationaal park Skaftafell geworden, dat sinds 2008 onderdeel vormt van het toen opgerichte nationale park Vatnajökull.

## Actieve vulkanen
De vulkaan Hvannadalshnúkur (2109 m), IJslands hoogste punt, ligt aan de zuidrand van Vatnajökull. Naast deze vulkaan bevinden zich onder de gletsjer enkele van de actiefste vulkanen van IJsland. De vulkaan Bárðarbunga bijvoorbeeld, had een korte uitbarsting van ongeveer een half uur in september/oktober 1996. Vanaf augustus 2014 wordt een serie aardbevingen geregistreerd, voornamelijk op een diepte van 5 tot 10 kilometer en zakt de caldera van de Bárðarbunga gestaag met ongeveer 50 cm per dag. Een grote uitbarsting en instorting van de caldera worden gevreesd.
De vulkanische meren, zoals het Grímsvötn, veroorzaakten een modderlawine in 1996. De vulkaan onder deze meren had een korte, maar grote uitbarsting die een wolk tot 3 kilometer hoog tot gevolg had en een oplifting van de ijsplaat met 60 meter tot gevolg en veroorzaakte een modderlawine bij Skeiðará in november 1996. Deze modderlawine kwam tot 4 meter hoog, had een totale omvang van in totaal 45.000 m³ en veroorzaakte zeer veel schade aan de infrastructuur. Getuigen van de overstromingen van dit reservoir in het verleden zijn de uitgestrekte zandvlakten of puinzandwaaiers tussen de gletsjer en de kust. Bij Skeiðará vond op 1 november 2004 wederom een eruptie plaats. Een evacuatie van de regio tijdens de eruptie was ditmaal niet noodzakelijk, en het luchtverkeer werd hierdoor ook niet echt gestoord.

## Gletsjertongen
Vatnajökull telt meerdere gletsjertongen die via korte, vaak brede smeltwaterrivieren uitmonden in de Atlantische Oceaan. Van west naar oost zijn dit de volgende gletsjers:
- Skeiðarárjökull, met de Skeiðará als rivier, die breed uitwaaiert over de Skeiðarásandur
- Morsárjökull
- Skaftafellsjökull, direct oostwaarts van het bezoekerscentrum van Skaftafell
- Svínafellsjökull, met de boerderij Svínafell aan het uiteinde
- Öræfajökull, met de Hvannadalshnúkur, de hoogste berg van IJsland
- Kvíárjökull
- Fjallsjökull
- Breiðamerkurjökull, een van de grootste gletsjertongen van de Vatnajökull, die uitmondt in de Jökulsárlón
- Skálafellsjökull
- Heinabergsjökull
- Fláajökull
- Hoffellsjökull
- Lambatungnajökull
- Axarjökull

Vatnajökull heeft sinds 1995 een negatieve massabalans, wat inhoudt dat het ijsvolume een netto afname vertoont. Deze afname is het sterkst in het westelijk en zuidelijk deel van de ijskap. Wellicht hangt dit samen met veranderingen in het klimaat en de actieve vulkanen.